# جذيميات
الجُذَيميات (الاسم العلمي: Truncatellidae)، أسمها الشائع "حلزونات أنشوطية"، هي فصيلة من القواقع البرمائية الصغيرة من الرخويات بطنيات القدم أماميات الخياشيم، أو الرخويات النصف بحرية أو الرخويات الدقيقة.